# Araucanioperla bullocki
Araucanioperla bullocki är en bäcksländeart som först beskrevs av Luisa Eugenia Navas 1933.  Araucanioperla bullocki ingår i släktet Araucanioperla och familjen Gripopterygidae. Inga underarter finns listade i Catalogue of Life.